# Helvetios
Helvetios är det femte fullängdsalbumet från det schweiziska pagan/folk metal-bandet Eluveitie. Det gavs ut 2012 på skivbolaget Nuclear Blast.

## Låtlista
1. "Prolouge"
2. "Helvetios"
3. "Luxtos"
4. "Home"
5. "Santonian Shores"
6. "Scorched Earth"
7. "Meet the Enemy"
8. "Neverland"
9. "A rose for Epona"
10. "Havoc"
11. "The Uprising"
12. "Hope"
13. "The Siege"
14. "Alesia"
15. "Tullianum"
16. "Uxellodunon"
17. "Epilouge"